# بوکا دل مار (فلوریدا)
بوکا دل مار (به انگلیسی: Boca Del Mar) یک منطقهٔ مسکونی در ایالات متحده آمریکا است که در شهرستان پام بیچ، فلوریدا واقع شده‌است. بوکا دل مار ۱۰٫۴ کیلومتر مربع مساحت و ۲۱٬۸۳۲ نفر جمعیت دارد و ۴ متر بالاتر از سطح دریا قرار دارد.